# Lea
Lea je žensko osebno ime.

## Izvor imena
Ime Lea  je svetopisemsko ime in izhaja iz hebrejskega imena Lea z nekdanjim pomenom »vrsta antilope«, tudi »divja krava« ali »kača«. Očitno gre za ime, ki je nastalo v živinorejski kulturi. Svetopisemska Lea je bila hči lastnika čred Labana. Lea je lahko tudi skrajšana oblika imena Leonida 

## Različice imena
- ženske oblike imena: Leja, Lejča, Lejina, Lejka, Leonida, Lia, Lija
- moška oblika imena: Leo, Leon

## Pogostost imena
Po podatkih Statističnega urada Republike Slovenije je bilo na dan 31. decembra 2007 v Sloveniji število ženskih oseb z imenom Lea: 3.124. Med vsemi ženskimi imeni pa je ime Lea po pogostosti uporabe uvrščeno na 87. mesto.

## Osebni praznik
V koledarju je ime Lea zapisano 22. marca; Lea plemenita žena iz Rima, vdova in spokojnica, ki velja za zavetnico vdov, umrla leta 384.